# Стефано Луккіні
Стефано Луккіні (італ. Stefano Lucchini, нар. 2 жовтня 1980, Кодоньо) — італійський футболіст, що грав на позиції захисника.

## Клубна кар'єра
Народився 2 жовтня 1980 року в місті Кодоньо. Вихованець футбольної школи клубу «Кремонезе». Дорослу футбольну кар'єру розпочав 1998 року в основній команді того ж клубу і у першому сезоні зіграв три матчі у Серії Б, після чого команда вилетіла до Серії С1, де Луккіні став основним гравцем, зігравши 31 гру, але команда знову понизилась у класі, вилетівши з 16-го місця до Серії С2.
Влітку 2000 року Стефано перейшов у клуб Серії Б «Тернана», де провів два наступних сезони, після чого став гравцем новачка вищого дивізіону країни клубу «Емполі». Він дебютував у Серії А 3 листопада 2002 року в грі проти «Лаціо» і загалом провів у команді 5 сезонів, зігравши 136 ігор в усіх турнірах.
Влітку 2007 року Луккіні перейшов у «Сампдорію» і відіграв за генуезький клуб наступні чотири сезони своєї ігрової кар'єри. Більшість часу, проведеного у складі «Сампдорії», був основним гравцем захисту команди, граючи у парі з легендою клубу Даніеле Гастальделло, допомігши команді зайняти сенсаційне 4-те місце в сезоні 2009/10, завдяки чому наступного сезону отримав шанс зіграти з командою у Лізі чемпіонів. Втім виступ на кілька фронтів призвів до того що у чемпіонаті команда стала 18-ю та вилетіла до Серії Б.
У результаті Луккіні змушений був покинути команду і протягом 2011—2014 років захищав кольори «Аталанти», після чого перейшов у «Чезену», з якою вилетів до Серії Б, де провів ще один сезон.
8 липня 2016 року, після 16 років, Луккіні повернувся до рідного «Кремонезе», з яким він виграв Легу Про, третій за рівнем дивізіон Італії і допоміг ломбардській команді через одинадцять років повернутись до Серії Б. Втім у ній гравець вже не зіграв, оскільки 8 травня 2017 року він оголосив про завершення професійної ігрової кар'єри наприкінці сезону.

## Виступи за збірні
Протягом 1999—2000 років залучався до складу молодіжної збірної Італії, з якою поїхав на молодіжний чемпіонат Європи, де італійці дійшли до півфіналу. Всього на молодіжному рівні зіграв у 17 офіційних матчах.

## Статистика виступів

### Статистика клубних виступів
| Сезон                 | Команда               | Чемпіонат             | Чемпіонат | Чемпіонат | Кубок    | Кубок | Кубок | Континентальні кубки | Континентальні кубки | Континентальні кубки | Інші змагання | Інші змагання | Інші змагання | Усього | Усього |
| Сезон                 | Команда               | Ліга                  | Ігор      | Голів     | Ліга     | Ігор  | Голів | Ліга                 | Ігор                 | Голів                | Ліга          | Ігор          | Голів         | Ігор   | Голів  |
| --------------------- | --------------------- | --------------------- | --------- | --------- | -------- | ----- | ----- | -------------------- | -------------------- | -------------------- | ------------- | ------------- | ------------- | ------ | ------ |
| 1998–99               | «Кремонезе»           | B (ІІ)                | 3         | 0         | КІ       | 0     | 0     | -                    | -                    | -                    | -             | -             | -             | 3      | 0      |
| 1999–00               | «Кремонезе»           | C1 (ІІІ)              | 31        | 1         | КI-C     | 5     | 0     | -                    | -                    | -                    | -             | -             | -             | 36     | 1      |
| 2000–01               | «Тернана»             | B (ІІ)                | 17        | 1         | КІ       | 0     | 0     | -                    | -                    | -                    | -             | -             | -             | 17     | 1      |
| 2001–02               | «Тернана»             | B (ІІ)                | 26        | 1         | КІ       | 4     | 0     | -                    | -                    | -                    | -             | -             | -             | 30     | 1      |
| Усього за «Тернану»   | Усього за «Тернану»   | Усього за «Тернану»   | 43        | 2         |          | 4     | 0     |                      | -                    | -                    |               | -             | -             | 47     | 2      |
| 2002–03               | «Емполі»              | A                     | 21        | 1         | КІ       | 4     | 0     | -                    | -                    | -                    | -             | -             | -             | 25     | 1      |
| 2003–04               | «Емполі»              | A                     | 21        | 1         | КІ       | 0     | 0     | -                    | -                    | -                    | -             | -             | -             | 21     | 1      |
| 2004–05               | «Емполі»              | B (ІІ)                | 32        | 0         | КІ       | 2     | 0     | -                    | -                    | -                    | -             | -             | -             | 34     | 0      |
| 2005–06               | «Емполі»              | A                     | 25        | 0         | КІ       | 3     | 0     | -                    | -                    | -                    | -             | -             | -             | 28     | 0      |
| 2006–07               | «Емполі»              | A                     | 27        | 0         | КІ       | 1     | 0     | -                    | -                    | -                    | -             | -             | -             | 28     | 0      |
| Усього за «Емполі»    | Усього за «Емполі»    | Усього за «Емполі»    | 126       | 2         |          | 10    | 0     |                      | -                    | -                    |               | -             | -             | 136    | 2      |
| 2007–08               | «Сампдорія»           | A                     | 26        | 0         | КІ       | 4     | 0     | Інт+КУЄФА            | 1+3                  | 1+0                  | -             | -             | -             | 34     | 1      |
| 2008–09               | «Сампдорія»           | A                     | 28        | 0         | КІ       | 4     | 0     | ЛЄ                   | 7                    | 0                    | -             | -             | -             | 39     | 0      |
| 2009–10               | «Сампдорія»           | A                     | 26        | 0         | КІ       | 2     | 0     | -                    | -                    | -                    | -             | -             | -             | 28     | 0      |
| 2010–11               | «Сампдорія»           | A                     | 26        | 0         | КІ       | 1     | 0     | ЛЧ+ЛЄ                | 1+2                  | 0                    | -             | -             | -             | 30     | 0      |
| Усього за «Сампдорію» | Усього за «Сампдорію» | Усього за «Сампдорію» | 106       | 0         |          | 11    | 0     |                      | 14                   | 1                    |               | -             | -             | 131    | 1      |
| 2011–12               | «Аталанта»            | A                     | 26        | 0         | КІ       | 1     | 0     | -                    | -                    | -                    | -             | -             | -             | 27     | 0      |
| 2012–13               | «Аталанта»            | A                     | 21        | 0         | КІ       | 3     | 0     | -                    | -                    | -                    | -             | -             | -             | 24     | 0      |
| 2013–14               | «Аталанта»            | A                     | 19        | 1         | КІ       | 1     | 0     | -                    | -                    | -                    | -             | -             | -             | 20     | 1      |
| Усього за «Аталанту»  | Усього за «Аталанту»  | Усього за «Аталанту»  | 66        | 1         |          | 5     | 0     |                      | -                    | -                    |               | -             | -             | 71     | 1      |
| 2014–15               | «Чезена»              | A                     | 28        | 1         | КІ       | 2     | 0     | -                    | -                    | -                    | -             | -             | -             | 30     | 1      |
| 2015–16               | «Чезена»              | B (ІІ)                | 18        | 0         | КІ       | 1     | 0     | -                    | -                    | -                    | -             | -             | -             | 19     | 1      |
| Усього за «Чезену»    | Усього за «Чезену»    | Усього за «Чезену»    | 46        | 1         |          | 3     | 0     |                      | -                    | -                    | -             | -             | -             | 49     | 1      |
| 2016–17               | «Кремонезе»           | ЛП (ІІІ)              | 14        | 1         | КІ+КI-ЛП | 2+0   | 0     | -                    | -                    | -                    | СЛП           | 1             | 0             | 17     | 1      |
| Усього за «Кремонезе» | Усього за «Кремонезе» | Усього за «Кремонезе» | 48        | 2         |          | 7     | 0     |                      | -                    | -                    |               | 1             | 0             | 55     | 1      |
| Усього за кар'єру     | Усього за кар'єру     | Усього за кар'єру     | 435       | 8         |          | 40    | 0     |                      | 14                   | 1                    | -             | 1             | 0             | 490    | 9      |